# Xu Zhiyong
Xu Zhiyong (Chinois: 许志永; Pinyin: Xǔ Zhìyǒng) est un militant des droits de l'homme chinois, connu pour son combat en faveur de la justice sociale, de l’état de droit et des réformes politiques en Chine. Ancien professeur  à l'Université des Postes et Télécommunications de Pékin, il est l'un des fondateurs de l'ONG Open Constitution Initiative. Arrêté une première fois en 2009, il a été condamné plusieurs fois par des tribunaux chinois. En 2023, il a été condamné à 14 ans de prison pour "subversion".

## Vie personnelle
Xu Zhiyong  est né le 2 mars 1973 dans une famille modeste de la province du Henan, dans le district de Minquan. Il a étudié le droit à la prestigieuse Université de Pékin, dont il est sorti diplômé et docteur en droit en 2000.
Marié à la journaliste Cui Zheng (崔筝), il est le père d'une fille née quand il était en détention, en janvier 2014.

## Carrière et activisme
En 2003, Xu a cofondé l'organisation juridique Open Constitution Initiative. Aussi appelée Gongmeng, elle offrait une aide juridique gratuite et plaidait pour les réformes judiciaires. Cette organisation est connue pour avoir aidé les victimes du scandale du lait contaminé à la mélanine, à obtenir une indemnisation en justice. Gongmeng a aussi défendu l'entrepreneur Sun Dawu, défenseur des droits des paysans chinois.
Xu Zhiyong a été élu sans étiquette au Congrès du peuple du district de Haidian.
Xu a aussi été l'avocat du célèbre défenseur des droits des femmes Chen Guangcheng, connu comme l'avocat aux pieds nus.
À la différence d'autres militants des droits de l'homme, Xu a soigneusement et fermement présenté ses revendications pour des changements politiques et pour la justice sociale dans les lois en vigueur, et son groupe a été considéré comme relativement prudent et attentiste,.
En juillet 2009, il fut arrêté à son domicile et retenu par les autorités chinoises sous l'accusation d'évasion fiscale, une accusation qu'il a contestée. Au même moment, le collègue de Xu, Zhuang Lu, fut lui aussi appréhendé par les autorités.
Le 14 juillet 2009, l'État chinois annonça un redressement pour fraude fiscale de 1,4 million de yuans (190 mille euros) à l'encontre de l'Open Constitution Initiative, qui venait en aide à de nombreuses personnes dans des poursuites judiciaires en relation avec les droits de l'homme. Elle fut fermée par les autorités qui la déclarèrent "illégale". Xu Zhiyong répliqua le lendemain dans un communiqué mettant en lumière les "aberrations légales" de ce redressement, les dons perçus par l'association ayant été déclarés. Le 17 juillet, la police perquisitionna les locaux de l'association.
Le 29 juillet, Xu Zhiyong  fut arrêté chez lui, et est détenu par les autorités chinoises,. Le même jour, l'association Yi Ren Ping luttant contre les discriminations touchant les personnes infectées par les virus de l'hépatite B en Chine et du SIDA en Chine fut perquisitionnée.
En octobre 2010, l'avocat Teng Biao indique que quatorze militants chinois dont l'avocat Xu Zhiyong ont été arrêtés le 8 octobre alors qu'ils s'étaient retrouvés dans un restaurant de Pékin à l'heure de l'annonce du lauréat du prix Nobel de la paix attribué à Liu Xiaobo.
En mai 2012, Xu Zhiyong a initié le Mouvement des nouveaux citoyens qui s'est fixé pour objectifs de favoriser un État de droit, plus de démocratie et de liberté.
En juillet 2013, Xu Zhiyong a de nouveau été arrêté. Son avocat, Liu Weiguo a été arrêté  à son tour alors qu’il lui rendait visite en prison le vendredi 19 juillet. Le procès de Xu Zhiyong s'est ouvert en janvier 2014. Il est condamné à quatre ans de prison. Le département d'État américain critique la sentence et demande aux autorités chinoises la libération de Xu Zhiyong. Xu Zhiyong est libéré le 15 juillet 2017.